# Nachal Jasaf
Nachal Jasaf (hebrejsky: נחל יסף) je vádí v Horní Galileji, v severním Izraeli.
Začíná v nadmořské výšce okolo 500 metrů, na východním okraji vesnice Kišor, nedaleko okraje terénního zlomu, jenž odtud spadá do údolí Bejt ha-Kerem. Směřuje pak rychle se zahlubujícím a zčásti zalesněným údolím k západu. Z jihu míjí město Jirka. Pak prochází mezi městy Džulis a Abu Sinan, kde již vstupuje do pobřežní nížiny. V ní jižně od vesnice Nes Amim přijímá zleva vádí Nachal Jichar a zprava Nachal Zoch a ústí do Středozemního moře severně od obce Bustan ha-Galil.